# Ottó Boros
Ottó Boros   (Békéscsaba, 5 d'agost de 1929 - Szolnok, 18 de desembre de 1988)

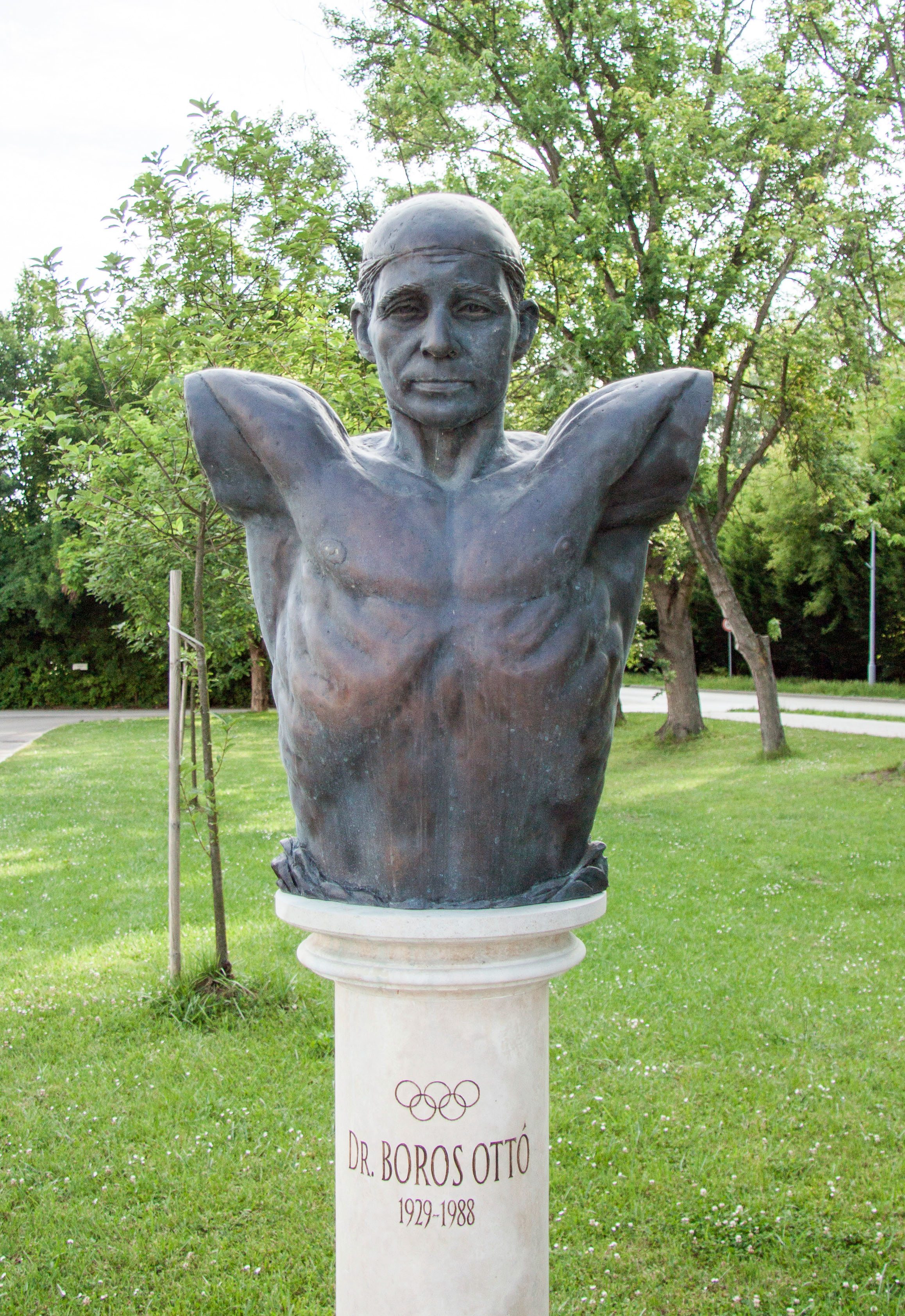
Bust d'Ottó Boros a Szolnok.

va ser un waterpolista hongarès que va competir durant les dècades de 1950 i 1960. Jugava de porter.
Durant la seva carrera esportiva va prendre part en tres edicions dels Jocs Olímpics d'Estiu, amb un balanç de tres medalles en la competició de waterpolo: dues d'or, el 1956 a Melbourne, i el 1964 a Tòquio, i una de bronze, el 1960 a Roma.
En el seu palmarès també destaquen tres campionats d'Europa de waterpolo, el 1954, 1958 i 1962; les Universíades de 1951 i set lligues hongareses entre 1951 i 1964. Jugà 101 partits internacionals.
Un cop retirat fou membre del Comitè Olímpic d'Hongria fins a la seva mort.